# Coyecques
Coyecques – miejscowość i gmina we Francji, w regionie Hauts-de-France, w departamencie Pas-de-Calais.
Według danych na rok 1990 gminę zamieszkiwało 551 osób, a gęstość zaludnienia wynosiła 40 osób/km² (wśród 1549 gmin regionu Nord-Pas-de-Calais Coyecques plasuje się na 747. miejscu pod względem liczby ludności, natomiast pod względem powierzchni na miejscu 153.).